# Sfânta Înțelepciune

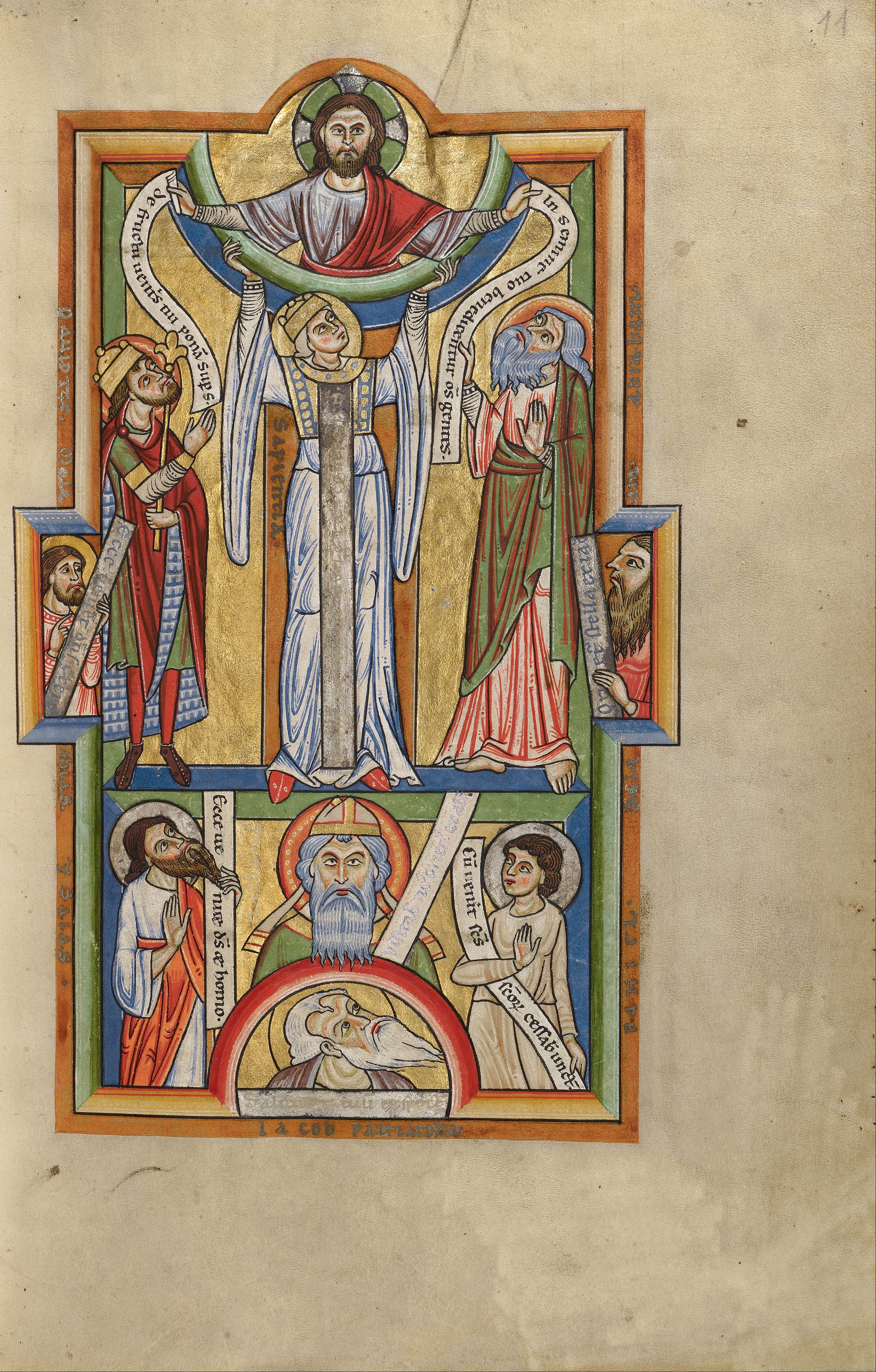
Sfânta Înțelepciune între David (stânga, cu un sceptru în mână), Avram (dreapta) și Isus Cristos (sus), de, ca. 1160-1170, în prezent în J. Paul Getty Museum, Los Angeles.

Sfânta Înțelepciune (în greacă Ἁγία Σοφία, transliterat: Hagia Sophia, în latină Sancta Sapientia) este personificarea înțelepciunii divine în teologia creștină, echivalentul Chokma din teologia ebraică.